# Дембово (Іновроцлавський повіт)
Дембово (пол. Dębowo) — село в Польщі, у гміні Яніково Іновроцлавського повіту Куявсько-Поморського воєводства.
Населення — 87 осіб (2011).
У 1975-1998 роках село належало до Бидгощського воєводства.

## Демографія
Демографічна структура станом на 31 березня 2011 року:
|          | Загалом | Допрацездатний вік | Працездатний вік | Постпрацездатний вік |
| -------- | ------- | ------------------ | ---------------- | -------------------- |
| Чоловіки | 44      | 6                  | 32               | 6                    |
| Жінки    | 43      | 7                  | 25               | 11                   |
| Разом    | 87      | 13                 | 57               | 17                   |